# Pseudagrion niloticum
Pseudagrion niloticum – gatunek ważki z rodziny łątkowatych (Coenagrionidae).